# Графичен софтуер
В компютърната графика графичният софтуер e програма или набор от програми, които позволяват на човек да променя визуално снимки и изображения.
Компютърната графика може да бъде разделена на растерна графика и векторна графика, с последващо разделение на 2D и 3D варианти.
В допълнение към статичните графики има софтуер за анимация и видео обработка. Повечето графични програми поддържат много графични формати.

## История
SuperPaint (1973) е едно от първите графични приложения.
Fauve Matisse (по-късно в Macromedia xRes) е новаторска програма в началото на 90-те години на XX век, която въвежда слоевете от изображения в използващия се софтуер.
Photoshop е една от най-използваните и най-известните графични програми в Северна Америка от началото на 90-те години на XX век.
GIMP е алтернативна програма на Adobe Photoshop с отворен код. Vectr е друг безплатен и междуплатформен векторен графичен редактор, който е алтернатива на Adobe Illustrator и CorelDRAW.